# Асад ад-дин Мухаммад ибн Хасан
Асад ад-дин Мухаммад ибн Хасан ибн Али ибн Расул (ум. 1260 или после 1260 года, аль-Кахира, Таиз) — племянник йеменского султана аль-Мансура Умара из династии Расулидов. В 1230 году получил от своего дяди в качестве икта пограничный горный район с центром в городе Сана, ранее принадлежавший Зейдитскому имамату. В ходе длительного противостояния Расулидов с зейдитами проводил политику лавирования между сторонами, несколько раз участвовал в союзах и заговорах против султана. Согласно расулидскому историку аль-Хазраджи, Асад ад-дин Мухаммад являлся организатором убийства султана аль-Мансура Умара в 1249 году.

## Происхождение
Асад ад-дин Мухаммад ибн Хасан ибн Али ибн Расул происходил из арабизировавшегося огузского семейства Бану Расул (вероятно, вышедшего из туркоманского племени манджик). Ранняя хроника государства Расулидов прямо называет первых двух султанов династии «гуззскими» (то есть огузскими) правителями (мулук), подчёркивая их неарабское происхождение. Прадед Нур ад-Дина Умара по отцу, Мухаммад ибн Харун ибн Абу-ль-Фатх, в XII веке служил посыльным при дворе аббасидского халифа в Ираке, где за свои успехи в доставке писем халифа в Сирию и Египет получил почётное прозвище Расул — «Посланник». Впоследствии официальные историки династии Расулидов, прежде всего султан аль-Ашраф Умар II и Али аль-Хазраджи, тщательно обосновывали исконно арабское происхождение семьи Бану Расул, возводя её генеалогию к царскому роду Гассанидов и, через него, к южным арабам-кахтанитам. Судя по всему, Шамс ад-Дин Али ибн Расул, сын Мухаммада ибн Харуна и дед Асад ад-дина Мухаммада, был одним из офицеров курдско-огузской армии Салах-ад-Дина Юсуфа ибн Айюба в Египте и прибыл в Йемен в 1174 году в составе войск Туран-шаха ибн Айюба (или в 1183 году в составе войск Тугтегина ибн Айюба). С тех пор Шамс ад-Дин Али и его четыре сына, среди которых был и отец Асад ад-Дина, Бадр ад-Дин Хасан ибн Али, находились на службе у айюбидских правителей Йемена, от которых получили земельные владения и различные военно-административные должности. При йеменском султане аль-Масуде Юсуфе (1215—1229), который часто отсутствовал в Йемене, между сыновьями Шамс ад-Дина Али началась борьба за влияние в султанате. В 1222 году самый младший и самый способный из братьев Бану Расул, Нур ад-Дин Умар ибн Али, убедил отбывающего в Каир султана взять с собой троих его братьев, включая отца Асад ад-дина Мухаммада, и оставить их в Египте (в дальнейшем, после смерти Умара, двое из его братьев вернулись из Египта в Йемен, однако тут же были заключены его сыном аль-Музаффаром Юсуфом в касбу Таиза, где и окончили свои дни). После смерти аль-Масуда Юсуфа, Нур ад-Дин Умар, будучи наибом Йемена, несколько лет демонстрировал лояльность Айюбидам и сосредоточивал власть в своих руках. Наконец, в 632/1234 году багдадский халиф официально признал Нур ад-Дина Умара йеменским султаном под именем аль-Малика аль-Мансура Умара. Таким образом, Асад ад-дин Мухаммад ибн Хасан оказался племянником нового султана Йемена.

## Военно-политическая биография
Асад ад-дин Мухаммад появился на военно-политической сцене в 1230 году, когда, согласно расулидскому историку Ибн Хатиму, его дядя Нур ад-Дин Умар ибн Али пожаловал ему в икта горный район с центром в города Сана, только что отвоёванный у зейдитов. По свидетельству Ибн Хатима, Асад ад-дин Мухаммад вступил в Сану в месяце зу-ль-када 627 года Хиджры (1230 год). В следующем году Нур ад-Дин Умар заключил с зейдитами мирное соглашение на крайне невыгодных для них условиях, и район Саны стал буферной зоной между государством Расулидов на юго-западе Йемена и Зейдитским имаматом на северо-востоке. Будучи иктадаром (мукта) этого района, Асад ад-дин Мухаммад одновременно выполнял функции наместника (вали) своего дяди в Сане.
Следующие примерно восемнадцать лет Асад ад-дин Мухаммад, судя по всему, вполне мирно управлял районом Саны, что было обусловлено упадком Зейдитского имамата, продолжавшегося после соглашения, заключённого в 1231 году. Всё изменилось в конце сороковых годов, когда, с одной стороны, обострилась политическая борьба внутри государства Расулидов, а с другой — возникла внешняя угроза со стороны нового зейдитского имама аль-Махди Ахмада ибн аль-Хусейна (1248—1258), который начал активную борьбу за восстановление Зейдитского государства и возврат потерянных территорий. В 645 году Хиджры (1247/1248 год) Бинт Джавза, жена султана аль-Мансура Умара, убедила мужа передать Сану во владение их сына Кутб ад-Дина, соответственно, отняв её у Асад ад-Дина Мухаммада. Султан вызвал племянника в Таиз и сообщил ему о своём решении. После этого Асад ад-Дин Мухаммад вернулся в Сану и поднял мятеж, ставший началом длительного военного конфликта, в который вскоре включились и зейдиты. Как правитель буферного региона Саны Асад ад-дин был важной политической фигурой, и имам аль-Махди Ахмад был заинтересован в том, чтобы заключить с ним соглашение, которое позволило бы зейдитам беспрепятственно восстановить свой контроль над утерянными территориями. В свою очередь, Асад ад-Дин Мухаммад был заинтересован в сильном союзнике в набиравшем силу конфликте с аль-Мансуром Умаром. Последний, узнав о взаимоотношениях племянника с новым имамом зейдитов и осознав всю опасность их военного союза, незамедлительно двинулся с юга во главе своих войска к Сане. Брат Асад ад-Дина Мухаммада, Фахр ад-Дин Абу Бакр ибн Хасан, тоже был против союза с зейдитами и приложил большие усилия, чтобы помешать своему брату заключить соглашение с имамом. Подойдя к Сане, войска султана вторглись в области зейдитских шарифов Хамзитов, разрушая их крепости и разоряя сельскохозяйственные угодья. Война между аль-Мансуром Умаром и зейдитами не утихала целый год, а сам султан руководил военными действиями из Саны. Не добившись, однако, существенных успехов, султан в сопровождении Асад ад-дина Мухаммада, вынужденного демонстрировать дяде свою лояльность, покинул Сану и направился в Таиз. Узнав об этом, Хамзиты попытались захватить Сану, но были разбиты верными Асад ад-Дину войсками в районе Вади Захра.
В 1249 году cултан аль-Мансур Умар был убит своими взбунтовавшимися мамлюками в городке аль-Джанад неподалёку от Таиза. Придворный расулидский историк аль-Хазраджи в своей работе прямо обвиняет в организации убийства султана его племянника Асад ад-Дина Мухаммада. Некоторые поздние источники Расулидов упоминают о заговоре Асад ад-Дина Мухаммада и его брата Фахр ад-Дина Абу Бакра против их дяди аль-Мансура Умара, однако не приводят неопровержимых доказательств их причастности к его убийству. Асад ад-Дин и Фахр ад-Дин попытались воспользоваться начавшейся после убийства султана неразберихой, чтобы захватить власть в султанате, и поначалу выступили против своего двоюродного брата аль-Музаффара Юсуфа — сына и наследника султана аль-Мансура Умара. Однако в то же время ситуацией воспользовался имам аль-Махди Ахмад ибн аль-Хусейн и начал стремительное наступление на позиции Расулидов. В августе 1250 года он взял Сану, а Асад ад-дину Мухаммаду пришлось бежать из города и укрыться в горной крепости Бираш (Барраш) в Джебель ан-Нукуме. Имам продвинулся южнее Саны, взял город Дамар, после чего повернул назад и осадил Асад ад-Дина в крепости Бираш, намереваясь разрушить её, поскольку опасался, что если после Дамара он двинется на юг, Асад ад-Дин воспользуется этой возможностью и вернёт себе Сану. В течение нескольких месяцев имам безуспешно осаждал Асад ад-Дина. В итоге, Асад ад-Дину Мухаммаду удалось отстоять крепость, а аль-Махди Ахмаду пришлось снять осаду с Бираша, оставить Сану и заключить с Асад ад-Дином мирное соглашение. В результате, Асад ад-Дин продал Бираш имаму.
Мирный договор был подписан в рамадане 648 года Хиджры (ноябрь—декабрь 1250 года). По условиям соглашения, Асад ад-Дин официально признал Ахмада ибн аль-Хусейна имамом зейдитов, по обычаям того времени между сторонами был произведён обмен знамёнами и мечами, а также обмен заложниками в качестве обеспечения выполнения сторонами своих обязательств. Асад ад-Дин Мухаммад отдал имаму в заложники своего сына, а взамен получил двух приближённых имама. Согласно договору, Асад ад-Дин обязался освободить своих заложников в случае нарушения им своих обязательств, в то время как его сын в этом случае должен был остаться в руках имама. В случае соблюдения договорённостей сторонами все заложники освобождались по истечении шести месяцев. Асад ад-Дин, вернув себе контроль над Саной, не стал дожидаться истечения указанного срока и в нарушение мирного соглашения захватил одну из крепостей имама, взял в плен несколько его сторонников и приказал заковать их в кандалы. Узнав об этом, аль-Махди Ахмад пригрозил Асад ад-Дину подвергнуть его сына такому же обращению, после чего Асад ад-Дин Мухаммад незамедлительно освободил пленных и пошёл на заключение нового мирного соглашения с имамом.
Совместно с войсками имама Асад ад-Дин Мухаммад совершил несколько набегов на районы, находившиеся под контролем нового султана аль-Музаффара Юсуфа. Вскоре, однако, султан сумел мобилизовать свои силы и повёл наступление на Дамар и Сану. Ему удалось разгромить войска имама аль-Махди Ахмада, после чего Асад ад-Дин, понимая всю опасность своего положения, отказался от сотрудничества с имамом и заключил мирное соглашение с аль-Музаффаром Юсуфом. В 651 году Хиджры (1253/1254 год) султан вступил в Сану и разрушил в ней зейдитское поселение (хиджру), которую только что покинул имам аль-Махди Ахмад. В свою очередь, Асад ад-Дин Мухаммад приложил все усилия к тому, чтобы аль-Музаффар Юсуф не задерживался в Сане, а продвинулся в своих завоеваниях подальше на север, в направление города Саада — традиционного оплота зейдитов. Войска султана захватили Сааду в 1254 году, что означало поражение имама в войне с Расулидами.
Следующие несколько лет Асад ад-Дин Мухаммад, чудом сумевший сохранить свои позиции мукта и вали Саны, наблюдал со стороны как государство зейдитов стремительно погружалось в междоусобицу, чему активно содействовал султан аль-Музаффар Юсуф, щедро снабжавший деньгами противников имама аль-Махди Ахмада, главными из которых были шарифы Хамзиты и исмаилиты Бану Хатим. Результатом этого процесса стало убийство имама в 1258 году и переход районов, традиционно составлявших основу влияния Хамзитов, под контроль аль-Музаффара Юсуфа. Затем пришла очередь Асад ад-Дина Мухаммада. В 1260 году он был арестован по приказу султана, обвинён в мятеже и заключён в касбу Таиза вместе со своим братом Фахр ад-Дином Абу Бакром. Там они и умерли. Новым вали Саны был назначен Алам ад-Дин аш-Шаби, сподвижник султана аль-Музаффара Юсуфа, преданность которого не вызывала сомнений и который много сделал для восстановления контроля Расулидов над Саной и северными районами Йемена.

## Семья
Известно, что у Асад ад-Дина Мухаммада был, как минимум, один сын, который был передан в заложники зейдитскому имаму аль-Махди Ахмаду ибн аль-Хусейну в обеспечение исполнения условий мирного соглашения 1250 года. Согласно аль-Хазраджи, дочь Асад ад-Дина Мухаммада стала женой султана аль-Музаффара Юсуфа I, в историческом труде аль-Хазраджи она фигурирует просто как «дочь Асад ад-Дина», заботу о которой султан доверил евнуху по имени Анбар.